# Landdienst
Der Landdienst ist in der Schweiz ein freiwilliger Arbeitseinsatz in der Landwirtschaft.

## Geschichte
In der Zeit der Weltwirtschaftskrise Anfang der 1930er-Jahre kam im Kanton Zürich die Idee eines institutionalisierten freiwilligen Arbeitsdienstes auf, wie ihn «romantische» Städter schon zuvor geleistet hatten, nun aber im Zusammenhang mit hoher Jugendarbeitslosigkeit. Die Idee breitete sich schweizweit aus und führte 1933 zur Gründung der Schweizerischen Zentralstelle für freiwilligen Arbeitsdienst. Im Beschäftigungsprogramm wurde bald auch ein staatstragendens Instrument zur Förderung des nationalen Zusammenhalts gesehen zwischen Stadt und Land und den verschiedensprachigen Regionen der Schweiz. Eine aus der Sicht des Zusammenhalts ähnliche Funktion hatte auch das früher übliche Welschlandjahr.
Der Landdienst wurde zu Beginn des Zweiten Weltkriegs zum Obligatorium und Teil der Anbauschlacht: Auch dank der Hilfe der Landdienstleister konnte die landwirtschaftliche Produktionsfläche in der Schweiz ausgeweitet werden; so konnte zum Beispiel die landwirtschaftlich genutzte Fläche im Kanton Thurgau von 1940 bis 1942 fast verdoppelt werden. Diese Dienstpflicht galt nicht nur für Jugendliche. Im Landdienst kamen alle Jungen «in den direkten Kontakt mit der Bauernsame», so Josi Meier im Rückblick.
Nach dem Krieg war das Obligatorium nicht zu halten; es wurde 1946 abgeschafft. Für den nun freiwilligen Landdienst wurde die Landdienstorganisation geschaffen, welche ab Gründung am 21. November von Bund und Verbänden unterstützt wurde. Grundsätzlich handelt es sich dabei um einen Verein, dessen Generalversammlung im Jahr 2009 den neuen Namen Agriviva billigte. Mit dieser Umbenennung konnte nach Ansicht des Vereins der Mangel behoben werden, dass der Name nicht in allen Sprachen funktionierte, während gleichzeitig der als verfänglich angesehene Wortteil «Dienst» eliminiert werden konnte. Bundesrätin Eveline Widmer-Schlumpf wies in ihrer Rede zur Umbenennung erneut auf die «Brückenbauer»-Funktion hin zu unter anderem anderen Lebensformen. So sei es den Beteiligten möglich, «Verständnis für die Mitbürgerinnen und Mitbürger und ihre jeweiligen Anliegen zu entwickeln».
2021 absolvierten rund 1400 Jugendliche um die 21'000 Landdiensttage, 2018 berichtete das St. Galler Tagblatt von einem «rückwärtigen» Trend, 2017 seien es noch 1500 Jugendliche gewesen. In den 1960er und 1970er Jahren konnten jährlich 7000 bis 8000 Landdiensteinsätze vermittelt werden, 2010 waren es noch 2500 Jugendliche, welche teilgenommen hatten. Der Grund für die Abnahme sei laut Agriviva-Geschäftsführer einerseits die Abnahme von Partnerschaften mit Schulen, andererseits aber auch die Abnahme von Bauernbetrieben, welche Jugendliche aufnehmen können.

## Durchführung
Die Jugendlichen erhalten neben Kost und Logis ein altersabhängiges Taschengeld. Zudem werden Bahnbillette finanziert. Die Einsätze stehen auch Ausländern offen. Die Altersverteilung erreicht von den 14-jährigen bis zu den über 20-jährigen im Bereich der 17-jährigen Teilnehmer einen Peak. Zur Finanzierung der Einsätze tragen sowohl die öffentliche Hand (Bund, Kantone) als auch Verbände sowie private Stiftungen bei. Rund zwei Drittel der Einsätze werden in der Deutschschweiz geleistet, 23 Prozent in der Romandie und zehn Prozent in der italienischen Schweiz.

## Hauswirtschaft für Frauen
Für Schülerinnen war in den 1930er Jahren auf breiter Ebene in fast allen Kantonen ein Hauswirtschaftsobligatorium eingeführt worden, welches vom Schweizerischen Gemeinnützigen Frauenverein angestrebt worden war, einer Frauenorganisation, welche massgeblich von der Schweizerischen Gemeinnützigen Gesellschaft gefördert worden war, ursprünglich zur Lösung der durch die Industrialisierung bedingten sozialen Probleme. Auch das Obligatorium dieser Ausbildung galt wie der Landdienst als Mittel gegen die Arbeitslosigkeit und als Teil der Geistigen Landesverteidigung. Dieses Obligatorium hatte rund 50 Jahre Bestand.